# FC Bayern Mnichov (lední hokej)
FC Bayern München (celým názvem: Fußball-Club Bayern München) byl německý klub ledního hokeje, který sídlil v mnichovském městském obvodu Milbertshofen-Am Hart. Oddíl patřil pod sportovní klub stejného názvu. Založen byl v roce 1966 z hokejového oddílu Müncheneru EV. Zanikl v roce 1969 po odhlášení z nejvyšší soutěže. Klubové barvy byly červená a bílá.
Své domácí zápasy odehrával v Olympia-Eissportzentrum s kapacitou 6 262 diváků.

## Získané trofeje
- DEV-Pokal ( 1× )
  - 1966/67

## Přehled ligové účasti
Zdroj:
- 1965–1966: Eishockey-Oberliga (2. ligová úroveň v Německu)
- 1966–1967: Eishockey-Oberliga Süd (2. ligová úroveň v Německu)
- 1967–1969: Eishockey-Bundesliga (1. ligová úroveň v Německu)